# 蓬萊大蟬
蓬萊大蟬（学名：Macrosemia matsumurai）为蟬科大蟬屬下的一个种，在台灣分布於海拔500～2500公尺左右。